# (11252) Laërte
(11252) Laërte, désignation internationale (11252) Laërtes, est un astéroïde troyen jovien.

## Description
(11252) Laërte est un astéroïde troyen jovien, camp grec, c'est-à-dire situé au point de Lagrange L4 du système Soleil-Jupiter. Il présente une orbite caractérisée par un demi-grand axe de 5,146 UA, une excentricité de 0,029 et une inclinaison de 5,9° par rapport à l'écliptique.
Il est nommé en référence au personnage de la mythologie grecque Laërte, acteur du conflit légendaire de la guerre de Troie.

## Compléments